# Агинская Буддийская Академия
Агинская Буддийская Академия — Религиозная духовная образовательная организация высшего образования (РДООВО), располагающаяся в Агинском Бурятском округе Забайкальского края, в селе Амитхаша, на территории храмового комплекса Агинского дацана «Дэчен Лхундублинг».
Академия осуществляет образовательную деятельность на основании лицензии № 000589, выданной Федеральной службой в сфере образования и науки.
Сегодня здесь действуют три факультета:
- факультет буддийской медицины,
- факультет буддийской философии,
- факультет буддийской живописи.

По окончании образовательного учреждения студентам выдаются дипломы по следующим специальностям:
- инструктор-исследователь тибетской медицины,
- философ-богослов,
- мастер буддийской живописи «танка».

## История
В последней четверти XIX века самый крупный буддийский монастырь Забайкалья — Агинский дацан («Дэчен Лхундублинг», тиб. «Обитель спонтанной реализации великого блаженства»), основанный в 1811 году, являлся одним из ведущих центров буддийского образования. Здесь действовали факультеты философии, астрологии, астрономии, буддийских искусств и тибетской медицины. В стенах монастыря велась большая научная работа. Ламы Агинского дацана славились своей учёностью далеко за пределами России, уровень их знаний был наравне с ведущими буддийскими учителями Тибета и Монголии.
С 1930-х годов деятельность монастыря была сведена к минимуму - к отправлению религиозных обрядов, количество лам насильственно резко уменьшено, многие ламы были репрессированы. Буддолог А. Терентьев выпустил в 2012 году книгу, посвящённую этому.
В 1970 - 1980-е гг. многие интеллигенты из Москвы, Ленинграда, Прибалтики и других городов и регионов, интересующиеся буддизмом, ехали в  Агинский дацан, чтобы непосредственно  познакомиться с носителями буддийской традиции.
В СССР было время оголтелого атеизма и анти-религиозной пропаганды, насаждавшейся государством. С 1983 г. начали происходить изменения, а с приходом Перестройки (1985) активизировалась деятельность Агинского дацана (как и других религиозных организаций и общин в СССР).
В 1993 году по решению Малого совета Агинского Окружного Исполнительного Комитета была открыта "Школа тибетской медицины", в продолжение образовательных традиций Агинского дацана. В сентябре этого же года были приняты первые 56 учащихся по двум направлениям: тибетская медицина и буддийская философия. Студентам факультета тибетской медицины преподавал специалист из Внутренней Монголии Дашицыренэ Жамбал, знаниями буддийской философии делился геше Дхонам (Гоман, Южная Индия).
В 1994 году Школа тибетской медицины была признана филиалом Института тибетской медицины и астрологии (ФИТМА) г. Дхарамсала (Индия).
В 1998 году получен статус Агинского Бурятского буддийского института (Федеральная лицензия Министерства общего и профессионального образования РФ на право ведения образовательной деятельности в сфере высшего религиозного образования по направлению: буддийские науки (буддийская философия, тибетская медицина)).
В 2003 году Агинский Бурятский буддийский институт получил статус Агинской Буддийской Академии.